# Sultanato di Siak Sri Indrapura
Il sultanato di Siak Sri Indrapura, spesso chiamato sultanato Siak (in indonesiano: Kesultanan Siak Sri Inderapura; in jawi: كسولتانن سياق سري ايندراڤورا), fu un regno situato nell'odierna reggenza di Siak dal 1725 al 1946. Venne fondato dal sultanato Abdul Jalil Rahmat Shah di Johor dopo che fu deposto dal trono del Johor. Diversi territori furono assoggettati dal sultanato di Sambas, un vasto Impero malese, nel XVIII secolo. Dopo la proclamazione dell'indipendenza dell'Indonesia il 17 agosto 1945, l'ultimo sultano, Syarif Kasim II, dichiarò che il suo regno avrebbe aderito alla nuova Repubblica.

## Storia

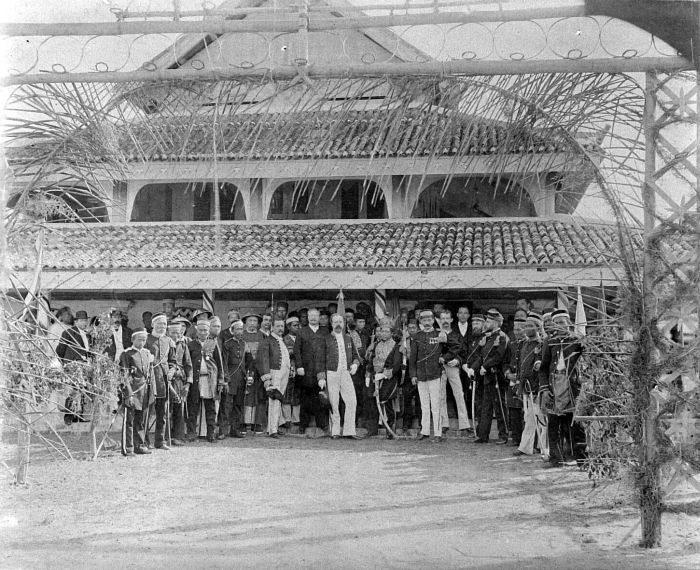
Investitura di Hashim Abdul Jalil Muzaffar Shah come sultano di Siak nel 1889 alla presenza del residente di Sumatra Settentrionale W. J. M. Michielsen, del capo della polizia Van der Pol e dell'assistente residente Schouten.

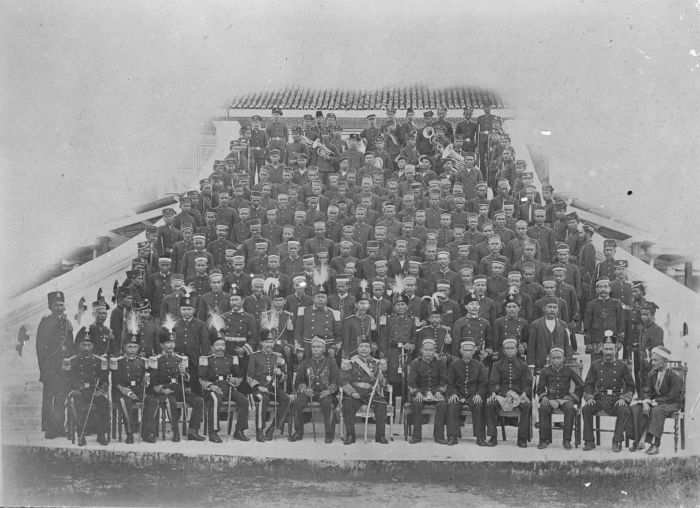
Ritratto di gruppo del sultano e della sua corte.

La storia di Riau prima dell'indipendenza dell'Indonesia è radicata nella storia dello Siak Sri Indrapura, un regno islamico malese. Il sultanato venne fondato nel 1725 dal sultano Abdul Jalil Rahmat Shah dopo che fu cacciato dal Johor. Morì nel 1746 e gli fu concesso il titolo postumo di Marhum Buantan. Gli succedette Abdul Jalil Rahmad Shah II che regnò per diciannove anni circa e riuscì a consolidare l'indipendenza del suo regno.
Il terzo sultano fu Jalaluddin Shah (nato Tengku Ismail) che regnò solo per un anno. Il suo regno fu attaccato dalla Compagnia olandese delle Indie orientali, che approfittò di Tengku Alam (poi diventato il quarto sultano) come scudo. Abdul Jalil Jalaluddin Shah in seguito fu soprannominato Marhum Mangkat di Balai. Tengku Alam salì al trono dopo la morte di Abdul Jalil Jalaluddin con il titolo di sultano Abdul Jalil Alamuddin Syah e ricevette il titolo postumo di Marhum Bukit.
Badriyyah, la figlia del quarto sultano, Abdul Jalil Alamuddin Syah, era sposata con il dotto islamico Sayyid Uthman bin Abdurrahman bin Sa'id bin Ali bin Muhammad bin Hasan bin Umar Banahsan, un hadhrami della famiglia Ba 'Alawi sada. Uthman in seguito divenne comandante militare e consulente religioso del regno. Sei loro discendenti divennero sultani, il primo fu il settimo al-Sayyid al-Sharif Ali Abdul Jalil Syaifuddin Ba'alawi. Il prefisso Syarif o Sayyid di questi sovrani deriva dalle origini arabe della famiglia.
Il libro di Shamsu al-Dzahirah, opera di Sayyid Abdurahman bin Mohammed Al-Mashoor (mufti di Tarim) che contiene la genealogia della famiglia Ba 'Alawi sada, e diversi altri libri come Shajarah al-Zakiyah, scritto da Yusuf bin Abdullah Jamalullail e al-Mu'jam al-Latif al-li asbâb Alqab wa al-Kunya fi al-Nasab al-Sharif di Sayyid Muhammad bin Ahmad al-Shatri, trattano la storia della famiglia del sultano di Siak che molte persone scambiano erroneamente con la famiglia Shahab. Questo è stato anche verificato da un'istituzione fondata a tale scopo, la al-Rabithah al-Alawiyah. L'ultimo Shahabuddin concesso a Usman bin Abdurrahman che era sposato con la figlia del sultano di Siak è in realtà solo un titolo, così come sono titoli i nomi Syaifuddin, Khaliluddin e Jalaluddin utilizzati nei nomi dei discendenti. Tuttavia, molti discendenti di Sayyid bin Usman Abdurrahman in Malaysia usano ancora il titolo di shahab.
Nel XVIII perse parte dei suoi territori dopo una guerra con il potente sultanato di Sambas.
Il quinto monarca fu Muhammad Ali Abdul Jalil Muazzam Shah. Durante il suo regno trasferì la capitale a Senapelan (ora Pekanbaru). Essendo il fondatore di questa città, dopo la sua morte nel 1782, gli fu concesso il titolo di Marhum Pekan. Gli succedette Yahya Abdul Jalil Muzaffar Shah che regnò dal 1782 al 1784. Come il predecessore, regnò solo due anni. Morì nel 1784 e gli fu concesso il titolo postumo di Marhum Mangkat di Dungun.
Il settimo sovrano, Ali Abdul Jalil Syaifuddin Ba'alawi, fu il primo sultano di origine araba e deteneva anche il titolo "al-Sayyid Sharif". Durante il suo regno lo Siak raggiunse il suo picco. Morì nel 1810 e gli fu concesso il titolo postumo di Marhum Kota Tinggi.
Ibrahim Abdul Jalil Khaliluddin fu l'ottavo sultano e regnò dal 1810 al 1815. Dopo la morte ricevette il titolo di Marhum Mempura Kecil. Dal 1815 al 1854 regnò Syarif Ismail Abdul Jalil Jalaluddin Ismail che dopo la morte ricevette il titolo di Marhum Indrapura. Gli succedette Abdul Qasim Jalil Syaifuddin I che regnò fino alla morte avvenuta nel 1889 e che ricevette il titolo di Marhum Mahkota. Suo figlio, Syarif Hashim Abdul Jalil Muzaffar Shah regnò fino al 1908. Durante il suo governo, vennero costruiti molti edifici. Dopo la morte gli fu concesso il titolo di Marhum Baginda.
Dopo la firma dei trattati anglo-olandese del 1870-71, il governo coloniale nel 1873 creò la reggenza di Siak, che comprendeva tutta la costa nord-est di Sumatra fino al sultanato di Deli. Il trasferimento della capitale della regione coloniale avvenuta nel 1887 da Siak a Medan, la capitale del Deli, conferma la perdita di importanza agli occhi degli olandesi del Siak.
L'ultimo sultano di Siak fu Syarif Kasim II che regnò dal 1915 al 1949. Nato come Tengku Sulong, salì al trono sette anni dopo la morte del padre Hashim. Nel novembre del 1945, Syarif Kasim II inviò un telegramma al presidente della Repubblica di Indonesia in cui dichiarava fedeltà al governo recentemente creato. Oltre a questo il sovrano donò molto denaro a favore della causa dell'indipendenza della Repubblica.

## Il palazzo

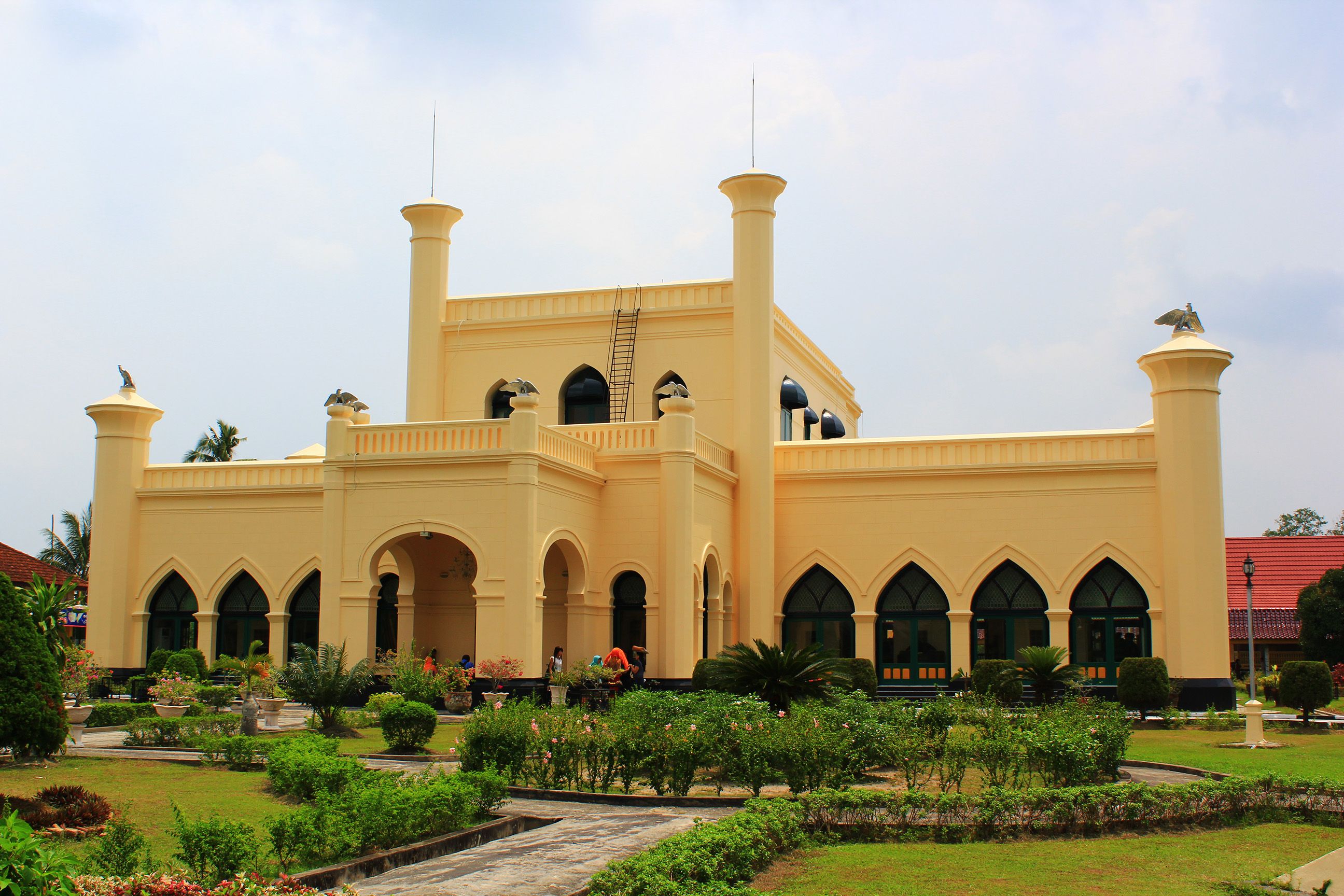
Il palazzo dei sultani.

Nel 1889, l'undicesimo sultano, Syarif Hasyim Abdul Jalil Syarifuddin costruì un palazzo in stile moresco 120 chilometri a monte del fiume Siak a Pekanbaru. Il palazzo è oggi un museo.
Prima della sua costruzione, il sultano fece un viaggio in Europa, dove visitò i Paesi Bassi e la Germania. Nell'architettura del palazzo ci sono influenze europee che si fondono armoniosamente con gli elementi malesi e moreschi. I mobili sono di fabbricazione europea.
Il palazzo contiene gli oggetti cerimoniali reali, come ad esempio una serie di corone placcate in oro con diamanti, un trono d'oro e gli oggetti personali di Syarif Qasyim e di sua moglie, come ad esempio il "komet", uno strumento musicale multi-centenario, di cui esisterebbero solo due esemplari al mondo. Il komet funziona ancora ed è utilizzato per riprodurre le opere di compositori come Beethoven, Mozart e Strauss.
La storia della fondazione del palazzo di Siak è ornata da diverse leggende. Si dice che, mentre il sultano e i suoi dignitari stavano discutendo il progetto, improvvisamente apparve un drago bianco sulla superficie del fiume Siak. La presenza del drago venne interpretata come un segno di benedizione per il progetto e di buon auspicio per la grandezza del regno. Per immortalare il drago, il sultano cambiò l'emblema ufficiale del regno. I pilastri del palazzo furono poi decorati con ornamenti a forma di draghi.
Oltre al palazzo, il sultano costruì anche un'aula di tribunale, la "balairung sari" (la stanza di fiori).
A destra della porta principale della moschea Syahabuddin vi è il cimitero della famiglia reale noto per le sue decorazioni in stile musulmano.

## Elenco dei sultani
| N. | Nome                                                                | Immagine | Inizio regno | Fine regno |
| -- | ------------------------------------------------------------------- | -------- | ------------ | ---------- |
| 1  | Abdul Jalil Rahmad Shah I                                           |          | 1725         | 1746       |
| 2  | Abdul Jalil Rahmad Shah II                                          |          | 1746         | 1765       |
| 3  | Abdul Jalil Jalaluddin Shah                                         |          | 1765         | 1766       |
| 4  | Abdul Jalil Alamuddin Shah                                          |          | 1766         | 1780       |
| 5  | Muhammad Ali Abdul Jalil Muazzam Shah                               |          | 1780         | 1782       |
| 6  | Yahya Abdul Jalil Muzaffar Shah                                     |          | 1782         | 1784       |
| 7  | al-Sayyid al-Sharif Ali Abdul Jalil Syaifuddin Ba'alawi             |          | 1784         | 1810       |
| 8  | al-Sayyid al-Sharif Ibrahim Abdul Jalil Khaliluddin                 |          | 1810         | 1815       |
| 9  | al-Sayyid al-Sharif Ismail Abdul Jalil Jalaluddin                   |          | 1815         | 1854       |
| 10 | al-Sayyid al-Sharif Qasim Abdul Jalil Syaifuddin I (Syarif Qasim I) |          | 1864         | 1889       |
| 11 | al-Sayyid al-Sharif Hashim Abdul Jalil Muzaffar Shah                |          | 1889         | 1908       |
| 12 | al-Sayyid al-Sharif Qasim Abdul Jalil Syaifudin II                  |          | 1915         | 1949       |